# 창원경일여자고등학교
창원경일여자고등학교(昌原慶一女子高等學校)는 대한민국 경상남도 창원시 성산구 내동에 있는 사립 고등학교이다.

## 학교 연혁
- 1985년 6월 15일 : 학교법인 경일학원 설립인가
- 2003년 10월 8일 : 창원경일여자고등학교 설립인가
- 2004년 3월 1일 : 개교 및 초대 변재영 교장 취임
- 2004년 3월 3일 : 제1회 신입생 입학식(216명)
- 2019년 2월 13일 : 제13회 졸업식(274명)
- 2023년 3월 2일 : 제20회 신입생 입학식(115명)
- 2023년 9월 1일 : 제8대 김봉영 교장 취임

## 참고 자료
- 창원경일여자고등학교 - 한국교육학술정보원 학교알리미